# Kønslæber
Kønslæber (tidligere kaldet skamlæber - lat.: Labia pudendi = labia=læber, pudendi=skam) er en eller to par hudfolder der omkranser skedeåbningen som del af kvindens ydre kønsorganer, Vulva. 
I menneskehunner og andre primathunner er der to sæt, kaldt hhv. de ydre kønslæber og de indre kønslæber (også de store og små kønslæber, Lat. labia majora pudendi og Labia minora pudendi). Mens der i de resterende pattedyrhunner kun er et sæt (kaldet labia pudendi eller labia vulvae), svarende til de små kønslæber.

## Anatomi
De ydre/"store" kønslæber er to "store" hudvolde der omgiver skamfuren. De ydre kønslæber går fra venusbjerget til mellemkødet. De dækker over og beskytter klitoris, urinrørsåbningen og skedeåbningen. De ydre kønslæber består af pigmenteret hud, fedtvæv og en anelse glat muskulatur og vil i kønsmodne kvinder i naturlig tilstand være delvist dækket af kønshår, desuden indeholder de en del sved- og talgkirtler.

### De indre kønslæber
De indre/"små" kønslæber er to bløde hårløse hudfolder indenfor de ydre kønslæber. Hvor de indre kønslæber mødes over skedeåbningen findes klitoris, delvist eller helt dækket af klitorisforhud (lat. glans clitoridis). Ydresiden af de indre kønslæber er pigmenterede, indersiden indeholder talgkirtler der har en smørende virkning i forbindelse med samleje.  
Pigmenteringen (farve), størrelse, form og det generelle udseende af kønslæberne kan variere stort fra kvinde til kvinde, således at et normalt eller generelt udseende ikke kan defineres. Nogle kvinder har indre kønslæber der er så små at de næsten er ikke eksisterende, mens andre har indre kønslæber der er fyldige og stikker ud over de ydre kønslæber (57%).  Ofte er kønslæberne asymmetriske. Den gennemsnitlige størrelse på de danske kvinders indre kønslæber er 15,5 mm. 13 % af de danske kvinder føler sig unormale i forhold til størrelsen på deres kønslæber.
Kønslæber ses i alle former og størrelser, og vokser (som mandens penis) i puberteten. Mere end halvdelen af alle kvinder har indre kønslæber der er større end de ydre. 
Både de indre og ydre kønslæber er erogene zoner der kan stimuleres under sex. I forbindelse med seksuel opstemthed vil blodgennemstrømningen til kønslæberne øges således at de ændrer farve og vokser i størrelse.

## Ændring af kønslæber
Fjernelse kønsbehåringen er ret udbredt i Danmark og Vesten,[kilde mangler] enten udelukkende i området omkring kønslæberne eller kombineret med fjernelse af det resterende kønshår på venusbjerget. Dette er en forholdsvist ny udvikling i vesten,[kilde mangler] men har forekommet i andre kulturer i gennem århundreder.
Nogle kvinder vælger af æstetiske grunde at lade deres vulva udsmykke med forskellige piercinger igennem de ydre eller indre kønslæber,[kilde mangler] eller at lade dem tatovere.[kilde mangler]
I sjældne tilfælde (hvis de indre kønslæber er så store, at de er til gener for kvinden) kan en kirurg foretage en reduktion af de indre kønsløber. Operationen kan medføre permanent nedsat følelse i kønsorganerne, arvæv og infektioner. Kosmetiske operationer af de kvindelige kønsorganer, inkl. kønslæberne, er i Danmark kun lovlig hvis der er en medicinsk – ikke æstetisk/kosmetisk – grund dertil
. Forbuddet gælder både for børn og voksne. Lovlige grunde kan inkludere store gener i forbindelse med sex, sport, problemer med at cykle, etc. Mange læger og gynækologer har vist stor bekymring over det stigende antal af unge piger der får foretaget kønslæbe-kirurgi, af kosmetiske grunde, på kønslæber der ligger indenfor det anatomisk normale spektrum. De mener, at lægerne som foretager disse operationer er med til at sygeliggøre det normale .
Ikke to kønslæber er ens. I medierne og i pornofilm ser vi ofte kun kvinder med små indre kønslæber. Det er problematisk, fordi der er mange kvinder, der ikke ser sådan ud, og derfor tror at de er forkerte. Desuden er der heller ikke stor diversitet i farve og pubishår. 
I 2011 tog nogle universitetsstuderende i samarbejde med Sex og Samfund, initiativ til opstillingen af en såkaldt "kussomat", hvor kvinder i alle aldre anonymt kunne komme og bidrage med et billede af deres kønsorgan. Idéen var at vise, især de unge, hvor forskellige kvinders kønsorganer er, for at gøre op med pornoidealet som de mener er misvisende og skadeligt .
Nogle kulturer, hovedsagligt i Afrika, praktiseres  kvindelig omskæring, hvorved det hele eller store dele af kønslæberne, både de indre og ydre, skæres bort (sammen med klitoris, klitorisforhuden – og resterne eventuelt syes sammen).[kilde mangler] Kønslemlæstelse er ulovlig i Danmark. Forbuddet og straf gælder også selvom indgrebet sker uden for Danmarks grænser.
Nogle afrikanske kulturer finder store indre kønslæber æstetiske og praktisere en form for manuel udvidelse hvorved de bliver betydeligt større.[kilde mangler] Mest dramatisk set hos Khoisan-folket fra den sydlige del af Afrika, hvor det efter at have været selekteret efter i generation har udviklet sig til et genetisk karakteristika at kvinderne har indre skamlæber der stikker 6 centimeter uden for de ydre kønslæber. 